# Favolaschia andina
Favolaschia andina es una especie de hongos basidiomicetos de la familia Mycenaceae, del orden  Agaricales.